# 統一大通り
統一大通り (ルーマニア語: Bulevardul Unirii, ルーマニア語: [buleˈvardul uˈnirij]) は、ルーマニア、ブカレスト中心部にある幹線道路である。アルバ・ユリア広場から統一広場を経由して憲法広場までを結ぶ。憲法広場に建つ国民の館は、統一大通りと合わせて建設された。

## 歴史
1977年のヴランチャ地震により、ブカレスト中心部では大きな被害が発生し、その後新しくチェントルル・チヴィク地区を建設するにあたって多くの歴史的な建物が取り壊された（チャウシマを参照）。この事業の一環として、長さ3,500mの統一大通りも計画された。これは、ルーマニア共産政権がパリのシャンゼリゼ通りに対抗したものである。建設は1984年6月25日に始まった。当初、通りは「社会主義の勝利大通り (Bulevardul Victoria Socialismului)」と呼ばれており、北朝鮮の影響を受けた社会主義リアリズムの住宅団地が並んでいる。

## 交通
統一広場に、ブカレスト地下鉄のピアツァ・ウニリイ（統一広場）駅がある。

## ギャラリー

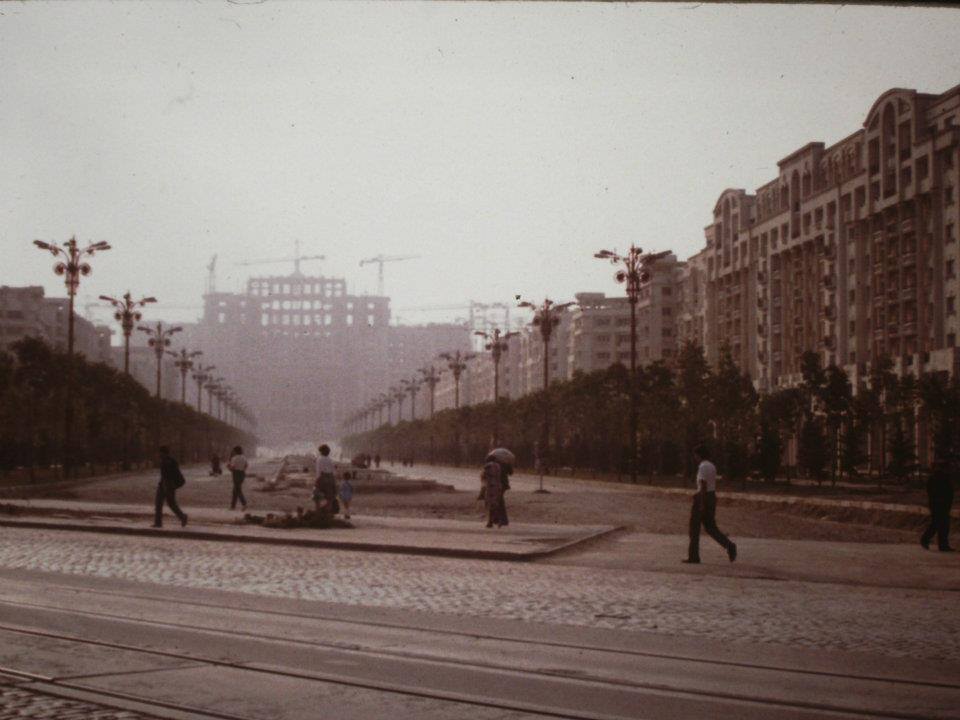
1986年5月1日撮影。奥に建設中の国民の館が見える
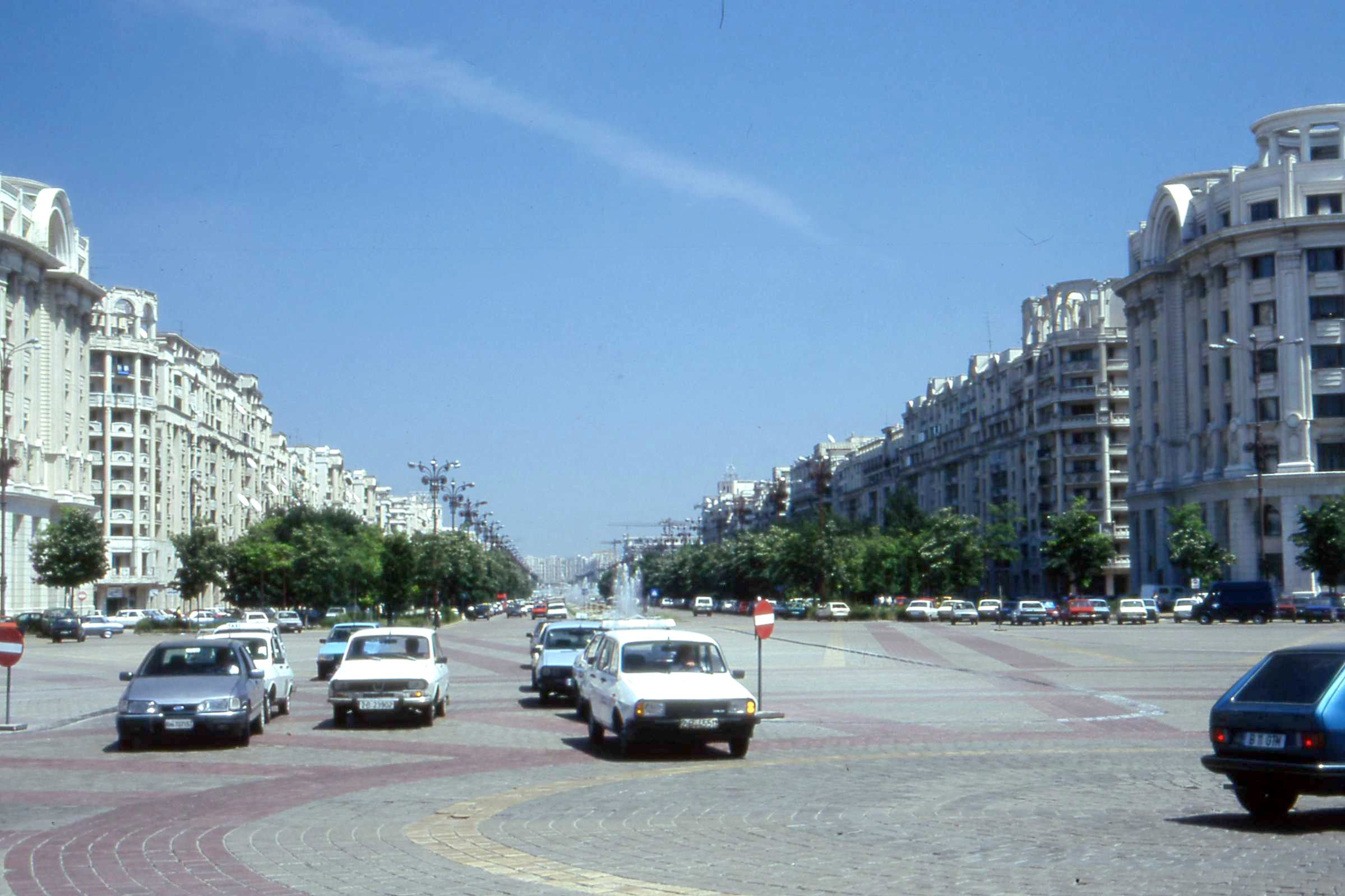
1996年6月撮影
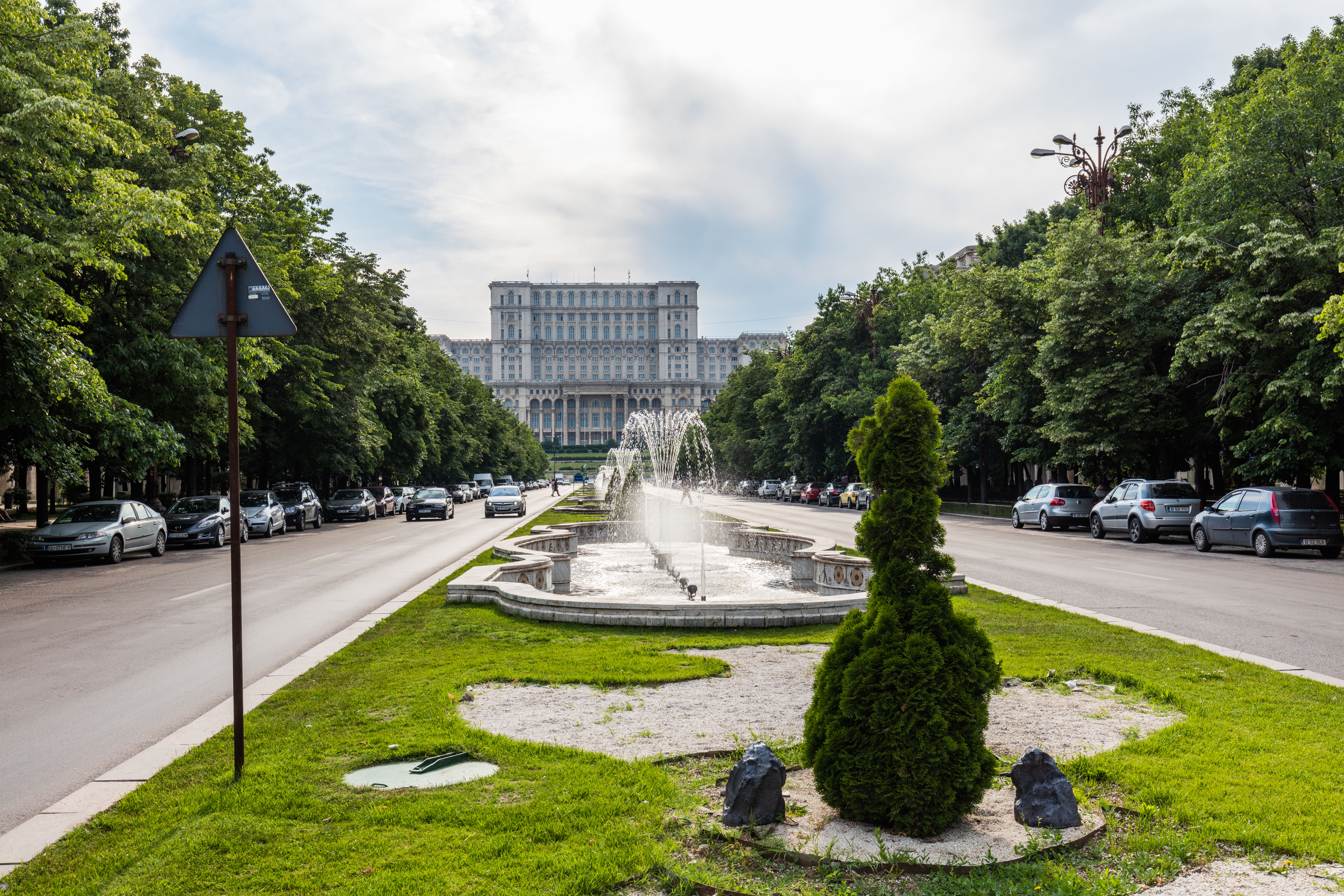
中央には噴水がある
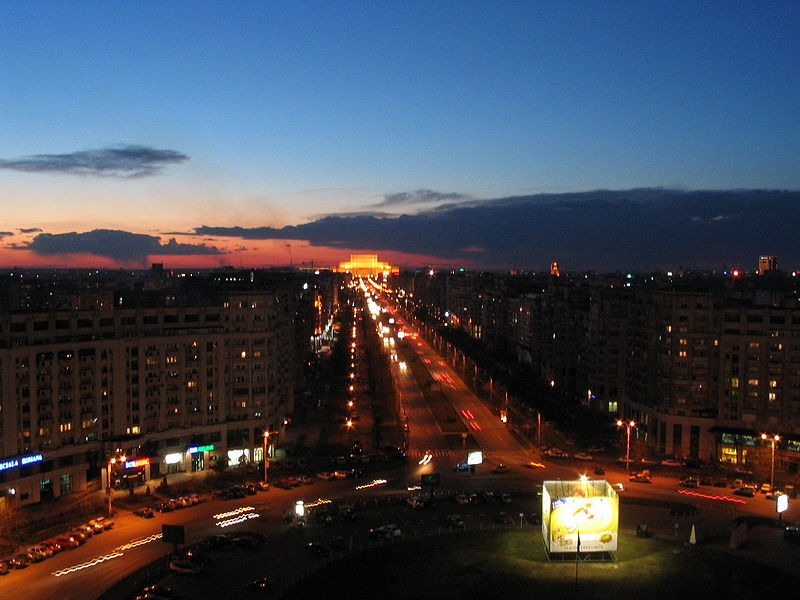
夜景
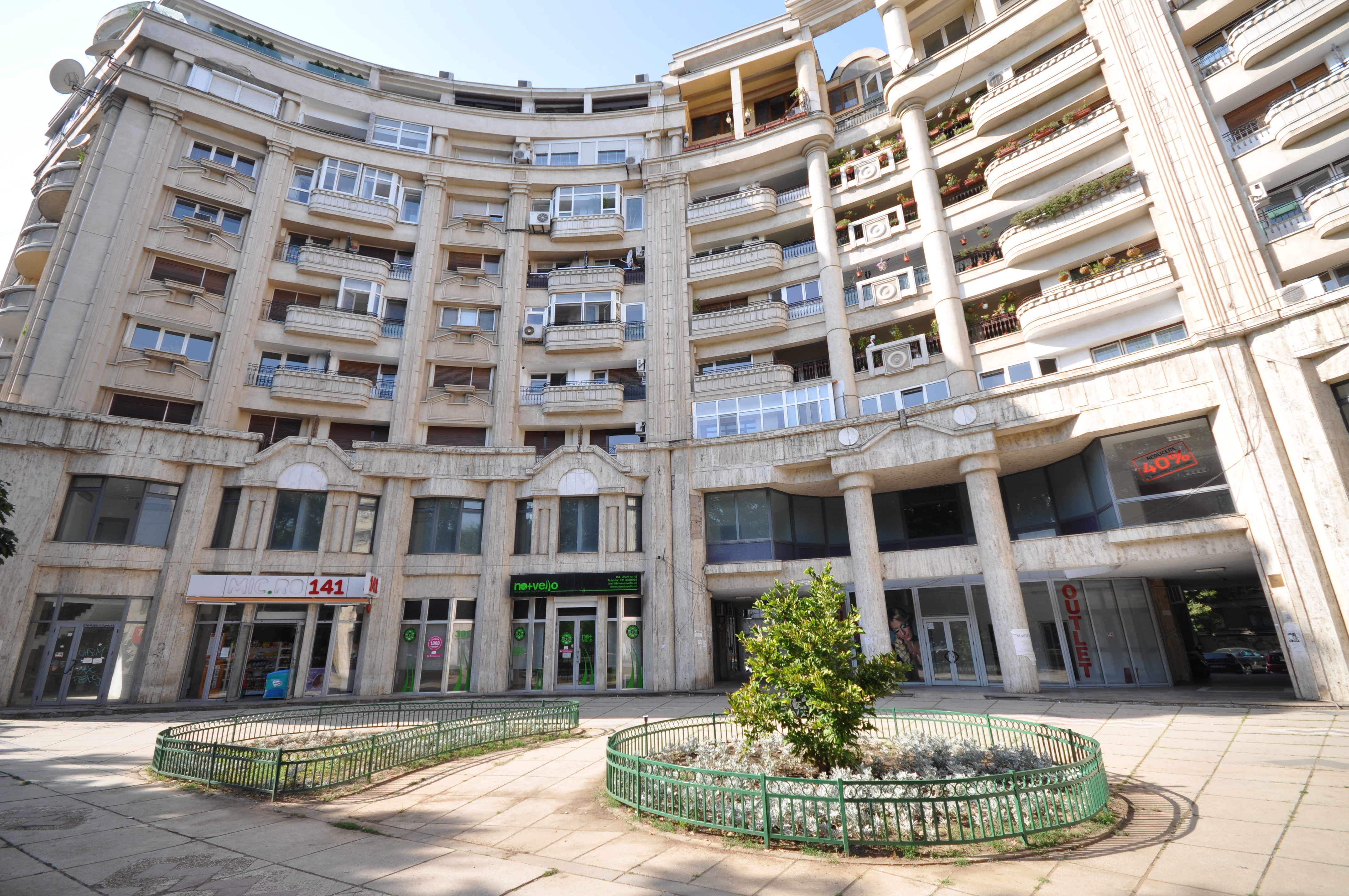
道路沿いに並ぶ住宅団地